# Падение лимеса
Падение лимеса (англ. Limesfall) — термин, описывающий отказ Римской империи в середине III века от Верхнегерманско-ретийского лимеса и выводу солдат из провинций за пределами Дуная и Рейна к линиям этих рек.
В прошлом основным объяснением произошедшего считался так называемый алеманнский шторм, в ходе которого вооружённое давление со стороны варваров принудило римлян покинуть территорию к востоку от Рейна и к северу от Дуная. Однако археологические раскопки и переоценка литературных источников выявили, что вышеуказанный процесс имел сложную природу и стал многолетним итогом сопровождавшего кризис III века упадка пограничных провинций и гражданской войны. В итоге к 259/260 году произошёл фактический отказ от Декуматских полей и перевод границы к Дунаю и Рейну.

## История изучения

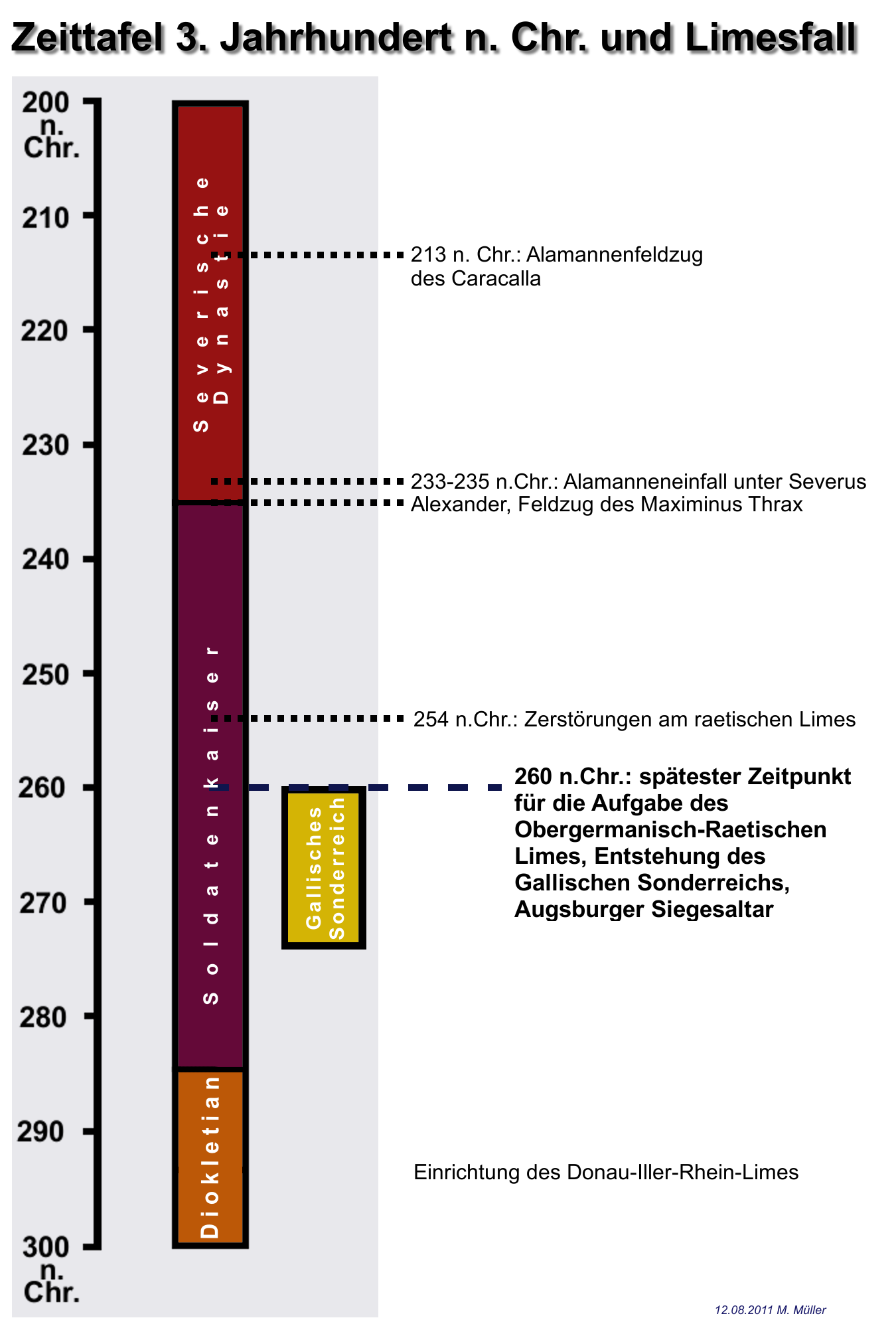
Хронология падения лимеса и римской империи в III в.

Размышления на тему исторической подоплёки отказа от верхнегерманско-рейтиского лимеса и датировки этого события ведутся давно. Немецкий историк Теодор Моммзен писал в 1885 году:
В то время целый ряд цветущих римских городов был опустошён вторгнувшимися варварами, а правый берег Рейна был навсегда потерян для римлян.
Аналогичные выводы были сделаны инициированной учёным имперской лимесной комиссией. Археолог Георг Вольф заявил в 1916 году:
Отступление ко второй, дополнительной линии, по общему признанию, вызвано многочисленными прорывами, было тем, что  мы привыкли называть завоевание лимеса германцами..
В то время в исследованиях по-прежнему преобладали военные аспекты, поэтому было естественно предположить, что пограничная стена была взята внешними врагами. Но уже тогда отсутствие археологических находок не могло дать полноценное подтверждение данной теории. Нумизматы находили в окрестностях бывшей области лимеса монеты, датированные позже 260 года. Занимавшиеся ранним средневековьем археологи выражали сомнения в датировке событий и указывали на близкое расположение многих ранних поселений. В последнее время палеоботанические исследования показали, что поздний период лимеса совпадал с рядом значительных изменений окружающей среды..
Первые сомнения в том, что «Падение лимеса» произошло в ходе вооружённых действий, возникли на фоне обнаружения частично неразрывных рядов монет. Эрнст Фабрициус в 1927 г. в рамках датировки вышеуказанного явления отвёл большое внимание находках в руинах римских крепостей Заальбург, Каперсбург, Нидербибер и Ягстхаузен. Изучив монеты и надписи он пришёл к выводу, что к 260 году эти укрепления уже были заброшены или, что менее вероятно, уничтожены. В то же время он признавал, что и после потери этой линии укреплений римляне сохраняли контроль (возможно и временный) над частью правого берега Рейна вплоть до середины IV века.
Пока историки ГДР оценивали падение лимеса как ликвидацию уже ослабленного римского рабовладельческого порядка, их коллеги из ФРГ заинтересовались работой Фабрициуса и обнаруженными им захоронениями монет и точной датировкой времени падения лимеса (Гельмут Шоппа). Последний на основе находок в районе крепостей Альтебург и Гросскротценбург рассчитывал обозначить основные районы проживания римлян в этом регионе. Территория вокруг нынешнего Висбадена (Aquae Mattiacorum) была покинута римлянами в эпоху поздней античности после отказа от границы на Рейне.
В 1980-х и 1990-х годах начали появляться призывы более осторожно относиться к датировке и не считать 260 год крайней точкой. Так, в 1988 году Дитер Планк предлагал не отказываться от более поздней даты ухода римлян В 1990 году Ганс Ульрих Нубер в свою очередь обозначил дискуссионный характер вопроса о лимесе, в своих работах указывая на фактор внутреннего положения империи.
Обнаружение в 1992 году аугсбурского алтаря победы изменило общее мнение касательно причин падения лимеса, подтвердив версию Г. У. Нубера о роли конфликтов внутри самого Рима. До этого не было известно, что провинция Реция к 260 году принадлежала Галльской империи во главе с Постумом.В том же году государственный музей Вюртемберга организовал посвящённую лимесу выставку Новое открытие сильно оживило научные дебаты. В 1995 году в музее Заальбурга состоялся научный коллоквиум и специальная выставка, посвящённая обнаруженному алтарю. Благодаря междисциплинарным подходам к естественным наукам и нумизматике индивидуальные аспекты эпохи падения лимеса получили лучшее научное освещение. Недавние публикации по этой теме избегают прежних трактовок в духе военного теории, ибо в настоящее время события 259/260 гг. рассматриваются в комплексе долгосрочного развития с рядом индивидуальных вопросов.

## Римская граница в III веке
Граница между Рейном и Верхнегерманско-Ретийскими лимесом (которую Тацит называл Декуматскими полями) со времён германских войн Домициана пережила 100 мирных лет, не считая мелких региональных конфликтов. Pax romana был основан на действующей системе Лаймса, под защитой которой были созданы процветающие небольшие города с гражданской администрацией (civitates) и всеобъемлющей системой деревенских вилл. Дислоцированные в фортах лимеса войска с их верховыми и тягловыми животными гарантировали постоянный высокий спрос на сельскохозяйственную продукцию и в то же время гарантировали функционирующую экономическую, административную и поселенческую систему.
Эта система особенно хорошо работала во II веке. Похоже приграничный регион быстро оправился от незначительных нападений, случившихся возможно во время маркоманской войны, о чём свидетельствуют находки кладов монет и периодические горизонты разрушений на виллах между 160 и 180 годами, В Таунусе лимес был усилен многочисленными фортами в Хольцхаузене, Кляйнер-Фельдберге и Каперсбурге. Многие римские виллы и города были построены в основном из камня только в начале III века.
Значительный упадок в жизни приграничного региона стал ощутимым только со второй трети III века, когда военные уже не могли гарантировать необходимую безопасность из-за внутренних споров. Остаётся дискуссионным вопросом ослабление римских вооруженных сил из-за событий уровня восстания Матерна в конце II века. В результате эдикта Каракаллы служба в обеспечивавших безопасность лимеса вспомогательных войсках стала непривлекательной, поскольку римское гражданство получали все свободные жители империи. В остававшейся за пределами империи территории Германии из многочисленных мелких племен в качестве новых опасных противников возникли алеманны и франки.
Поход Каракаллы в 213 г. стабилизировал ситуацию на несколько лет. Возможно, в этом случае переход в Далкингене был расширен до триумфального памятника. Но вторжения аллеманов с 233 по 235 год имело разрушительные последствия для приграничного региона. Поскольку верхнегерманская армия предоставила свои наиболее сильные формирования, в том числе кавалери., для персидской кампании Александра Севера, оставшиеся силы не смогли оказать эффективного сопротивления. При этом сам лимес не были чисто военным укреплением, а в первую очередь служил для управления перемещением товаров и людей.
Растущая нестабильность империи также сыграла важную роль: перед лицом большого количества гражданских войн способность римлян заботиться о защите границ уменьшилась. Ситуация с безопасностью резко ухудшилась примерно с 230 года. Помимо различных разрушений в нескольких фортах и поселениях, чрезвычайное положение населения становится ощутимым благодаря многочисленным закопанным монетным сокровищам, которые впоследствии уже не могли быть забраны их владельцами. Такие находки были сделаны, среди прочего, в Ниде-Хеддернхайме. ] и форт Обер-Флорштадт. После последнего похода под командованием Максимина Фракийца в 235 году начались смутные времена солдатских императоров. Ввиду нестабильной ситуации многие поселения лимеса либо не были восстановлены, либо были восстановлены в очень ограниченной степени. Однако надписи на каменных памятниках и стенах свидетельствуют о желании оставшегося населения самоутвердиться. .
Однако сокращение численности населения из-за бегства или вооруженных конфликтов также очевидно. Жертвы среди гражданского населения в результате мародерства солдат и грабителей документально подтверждены надписями: фраза «Latronibus interfectus» («убит грабителями») начинает чаще встречается в надписях на могилах.

### Экологические проблемы
Ещё в 1932 году Оскар Парет обнаружил, что римляне чрезмерно эксплуатировали лес. Поскольку в ту эпоху использование бурого и каменного угля было малоизвестным, не только форты, города и виллы с их ванными комнатами, кухнями и системами отопления зависели от этого ресурса, но и ручное производство.
Отсутствие легко доступного источника энергии в провинции можно распознать по разным признакам, начиная с III века. Сокращение количества купален в фортах, например, в Райнау-Бухе, Ширенгофе, Остербуркене и Вальдюрне, подтверждает тезис Паретса,как и записи команд лесозаготовок примерно из 214 года, которые были обнаружены в многочисленных местах фортов на Майне. Целями отрядов, вероятно, были ещё лесистые невысокие горные хребты Шпессарта или Оденвальда. Дендрохронологические исследования древесины частокола лимеса показали, что он не обновлялся в III веке и, вероятно, из-за отсутствия древесины был заменен земляными стенами и рвами в Верхней Германии или стеной в Раетии.
Со времен Парета такие научные методы, как археоботаника, дендрохронология и четвертичная геология, позволили по-новому взглянуть на экологические проблемы 3-го века. Диаграммы пыльцы римских отложений (здесь, в частности, колодцы в восточной части форта Велцхейм) показывают увеличивающуюся очистку из-за уменьшения количества пыльцы деревьев по сравнению с пыльцой травы и трав. Из-за обильных лесозаготовок в существующих лесных массивах быстрорастущие породы хвойных пород смогли преобладать над медленнорастущими елями и дубами. Ради улучшения транспортных условий от деревьев особенно предпочитали очищать долины рек.
Путем дендрохронологического датирования аллювиальных лесных дубов и геологических исследований отложений в долинах рек можно было доказать, что количество паводков на реках резко возросло между I и III веками. Наводнения и сильные дожди вызвали эрозию почвы на расчищенных склонах, которые были предпочтительными сельскохозяйственными районами Вилл-Рустикае, и отложились в осыпях и поймах долин на высоте нескольких метров. В римские времена эти почвы нельзя было использовать. Лишь в IV и V веках уровень паводков в реках снизился, что позволило использовать поймы после их осушения в средние века.
Предположения о том, что эта проблема существовала во всех римских пограничных провинциях и повлияла на отказ от Декуматских полей недавно была оспорена.

### Экономический кризис
Преобладающая форма сельского поселения Villa rustica была чрезвычайно подвержена кризису по ряду причин. Римские поместья в районе лимеса производили товары для местного рынка из-за ограниченных транспортных возможностей. Отказ от регулярных рынков сбыта (например, из-за вывода войск), нехватка персонала во время сбора урожая, рост транспортных расходов или снижение урожайности почвы могут привести к отказу от большего производства. На границе в некоторых регионах уже к концу II века наблюдается стагнация в расширении производства товаров. К концу III века большинство из них, похоже, были покинуты их жителями, следы разрушения обнаруживаются сравнительно редко. В отличие от крупных поместий слева от Рейна, которые расширялись ещё в IV веке, тенденция к сокращению можно было увидеть ещё 100 лет назад на многих виллах на правой стороне Рейна.
Изменение ситуации с безопасностью, возможно, побудило многих жителей переехать в безопасные провинции. Это усугубило нехватку персонала, которая затронула не только армию, но и в гораздо большей степени экономику.
Экономические трудности были и в быту оставшихся жителей страны Декуматов. Имперские фонды и представительные здания остались без внимания. Государство пыталось противостоять инфляции за счет снижения содержания серебра в антонинианах, которые в разгар кризиса имели только тонкое серебряное покрытие при неизменной номинальной стоимости. В свою очередь, производители и торговцы должны были повысить свои цены, что привело к порочному кругу. Создание с конца II века многочисленных постов бенефициариев в районе лимеса свидетельствует о попытках государства получить дополнительные доходы за счет таможенных пошлин..
Потеря покупательной способности резидентов сопровождалась снижением импорта, что можно обнаружить в материалах находок того времени. С начала III века Terra Sigillata из левобережных мастерских (таких как Tabernae, современный Рейнцаберн) значительно реже попадала в регионы лимеса и имела значительно худшее качество. То же самое относится и к импортным продуктам, таким как оливковое масло и гарум, типичные формы амфор которых встречались всё реже. Вино, возможно, было заменено собственным выращенным в германских провинциях. Можно предположить, что местное население пыталось таким образом компенсировать недостающие ввозные товары. Отсылками к кризису также можно рассматривать находки поддельных монет и их литые формы, которые были обнаружены в Рисстиссене, Роттенбурге и Ротвейле.

### Укрепление городов
В начале III века стенами были огорожены города Нида, Диебург, Lopodunum (Ладенбург), Бад-Вимпфен, Sumelocenna (Роттенбург-ам-Неккар) и Arae Flaviae (Ротвайль). Исключения составляли Aquae Mattiacorum (Висбаден) и Aquae(Баден-Баден), где можно было рассчитывать на близость Рейна и расположенных там легионов.
Тщательное строительство указывает на планомерное возведение городских стен, а не в условиях чрезвычайной ситуации. В основном они уменьшали площадь города, только в Хеддернхайме стена была негабаритной.

#### Сокращение фортов
С упадком пограничных земель также сопровождался распад системы лимеса. Реакцией на нехватку рабочей силы стали замурованние ворот фортов (Остербуркен, Ягстхаузен, Эринген) и уменьшение бань. Недавние исследования в фортах Каперсбург и Мильтенберг-Ост показали, что в поздний период их территория была уменьшена до четверти от первоначального размера.
В обоих случаях для этой цели часть внутренней части форта была разделена ещё одной прочной поперечной стеной. На Каперсбурге этот район включал в себя хорреум, а также различные каменные здания, в том числе, вероятно, квартиру коменданта. Остальная часть территории укреплений вероятно, занимала оставшееся гражданское поселение, так как стены, по-видимому, оставались нетронутыми до наших дней. Возможно, что там, на менее уязвимых маршрутах, было введено сокращение, которое предвосхитило более поздние события, такие как в фортах Эйнинг или Дормаген.

#### Германцы в римских поселениях
С III в. в приграничных районах проживали германцы, которые, вероятно, иммигрировали из северных районов. В крепостных деревнях Таунус Лаймс (Заальбург и Цугмантель) они документированы находками германской керамики. Разграничение жилых зон так же неузнаваемо, как охраняемые здания в германской постройке. Поэтому очевидно, что новые поселенцы, возможно, в качестве правительственной меры, были заселены среди предыдущих жителей, возможно, в пустых зданиях викусов. Есть также германские находки в крепостных деревнях Райнау-Бух, Ягстхаузен и Обернбург-на-Майне. Это правда, что немцев уже можно найти во внутренних районах Лаймса в ранний имперский период, но их следы теряются из-за романизации во 2 веке. С 3-го века германские поселенцы все чаще встречаются снова..
В Ниде-Хеддернхайме присутствие германцев отслеживается до III в. по находкам керамики и фибул ручной работы. Судя по находкам, они происходят из Рейнско-Везерско-германской области недалеко от римской границы. Могила германского офицера на римской службе заставляет думать о наличии у римлян наёмного отряда.
В здании римских бань в Вурмлингене есть редкие свидетельства того, что деревенская вилла была преобразована алеманскими поселенцами. Дом сгорел в первой трети III века, но поселенческая деятельность продолжалась. В здании бани инсталляция имеет типичную германскую столбовую конструкцию. Имеются также свидетельства сноса бань на виллах в Лауффене и Бондорфе и на городской вилле в Хайтерсхайме. Обстоятельства все меньше и меньше допускали специализацию или производство излишков, и фермы возвращались к натуральному хозяйству.